# Edwin Hale Abbot
Edwin Hale Abbot (Beverly, 26 de enero de 1834-Cambridge, 30 de mayo de 1927) fue un abogado y ejecutivo ferroviario estadounidense.

## Biografía
Abbot nació en Beverly, Massachusetts, el 26 de enero de 1834.  Entre sus parientes se encontraban el hermano Henry Larcom Abbot y su sobrino Frederic Vaughan Abbot. Fue educado en la Universidad de Harvard (BA 1855, AM 1858 y LL.D. 1861) y ejerció la abogacía en Boston de 1862 a 1876. Durante este tiempo, se desempeñó como abogado de Alabama Claims, una serie de reclamaciones por daños y perjuicios del gobierno de los Estados Unidos contra el gobierno de Gran Bretaña por la asistencia brindada durante la guerra civil estadounidense. En 1873, Abbot fue nombrado procurador general y director del Ferrocarril Central de Wisconsin. Se mudó a Milwaukee en 1876 y posteriormente se convirtió en presidente del ferrocarril, cargo que ocupó hasta 1890. También fue director del Ferrocarril del Pacífico Norte. Fue elegido miembro asociado de la Academia Estadounidense de las Artes y las Ciencias en 1924.
Murió en su casa en Cambridge, Massachusetts el 30 de mayo de 1927. Su mansión en Cambridge, construida en 1889, la Casa Edwin Abbot, ahora forma parte de la Escuela de Música Longy.